# Pisenor lepidus
Pisenor lepidus är en spindelart som först beskrevs av Carl Eduard Adolph Gerstäcker 1873.  Pisenor lepidus ingår i släktet Pisenor och familjen Barychelidae.
Artens utbredningsområde är Tanzania. Inga underarter finns listade i Catalogue of Life.